# علندى هشة
العلندى الهشة أو الفدر الهش أو العلندة أو القعود الهش (باللاتينية: Ephedra fragilis) نوع نباتي من جنس العلندى يتبع الفصيلة العلندية.

## الموئل والانتشار
موطنها المغرب العربي وإيطاليا وإسبانيا والبرتغال.